# Giuseppe D'Alì
Giuseppe Giovan Maria D'Alì (Trapani, 7 aprile 1832 – Trapani, 19 aprile 1915) è stato un imprenditore e politico italiano.

## Biografia
Fu personaggio di spicco della famiglia imprenditoriale trapanese dei D'Alì, proprietaria di saline, navi commerciali, ampi latifondi. Figlio di Giovanni Maria e Anna Naso, si sposò con Rosalia Bordonaro Chiaramonte. Fu vice console per gli USA sin dal 1856 e membro del Comitato insurrezionale di Trapani nel 1860, nel 1861 fu brevemente sindaco.
Fu sindaco di Trapani dal marzo 1869 al gennaio 1870.
Fu nominato il 4 dicembre 1890 senatore del Regno d'Italia nella XVII legislatura.
Fu cofondatore dello stabilimento enologico Baglio D'Alì (1869), della Società marittima di Trapani (1874), della Banca del popolo di Trapani (1883), della Camera di commercio di Trapani (1885-1886), Società anonima Tramways di Trapani (1889), della Società di navigazione "La Sicania" (1907), della Società italiana esportatrice sali marini (SIES).
Il figlio Antonio d'Alì fu deputato del Regno dal 1904 al 1913.